# مانوچار کویرکولیا
مانوچار کویرکولیا (گرجی: მანუჩარ კვირკველია؛ زادهٔ ۱۲ اکتبر ۱۹۷۸) کشتی‌گیر فرنگی اهل گرجستان است.
از افتخارات وی میتوان به کسب مدال طلا وزن ۷۴ کیلوگرم کشتی فرنگی در بازی‌های المپیک تابستانی ۲۰۰۸ اشاره کرد.